# Termoli (M 5555)
Il Termoli (distintivo ottico M 5555) è un cacciamine della Marina Militare Italiana; l'unità è la seconda di otto imbarcazioni della classe Gaeta. Il suo porto di assegnazione è La Spezia.
Nave Termoli è un'unità di tipo cacciamine costiero appositamente progettata per la localizzazione e la distruzione di mine navali. Per svolgere tale missione è dotata di un sonar e di due veicoli filoguidati ROV. L'unità può inoltre effettuare ricerca di relitti sui fondali marini. L'imbarcazione è dotata di una camera iperbarica provvista di personale sanitario. La nave può quindi assistere il personale palombaro durante le immersioni.